# Грейс Келлі
Грейс Патри́ція Ке́ллі (англ. Grace Patricia Kelly; 12 листопада 1929, США — 14 вересня 1982, Монако) — американська акторка, з 1956 року — княгиня Монако, дружина князя Монако Реньє III, мати чинного князя Альбера II.
На рахунку Грейс Келлі 10 фільмів, один Оскар і слава найвродливішої акторки свого часу. Вона посідає 13 місце в списку 100 найвизначніших зірок американського кіно за 100 років за версією Американського інституту кіномистецтва (AFI).

## Ранні роки

### Сім'я
Келлі народилася 12 листопада 1929 року у Філадельфії. Грейс має ірландські та німецькі корені, хоча народилася майбутня знаменитість у Америці. Її батьком був багатий промисловець Джек Келлі (1889—1960), який займався будівництвом, а в минулому — чемпіон світу з академічного веслування. Її дід Джон Генрі Келлі (1847—1897) ірландський емігрант. Мати — Маргарет Маєр — у молодості була фотомоделлю. А дядько — Джордж Келлі — відомий драматург, лауреат Пулітцерівської премії. Грейс народилася третьою дитиною в сім'ї. У неї була старша сестра Пеггі, брат Джек і наймолодша — Лізанна. Сім'я Келлі жила в розкішному будинку у Філадельфії.

### Освіта
Грейс здобула сувору католицьку освіту в релігійному коледжі Рейвенгілл (Ravenhill Academy). Саме там 6-річна дівчинка вперше вийшла на сцену в ролі Діви Марії в різдвяній виставі.

## Кар'єра
Після закінчення коледжу дівчина, не зважаючи на заперечення батьків, переїхала до Нью-Йорка і стала працювати фотомоделлю та паралельно вивчала акторську майстерність в Американській академії драматичного мистецтва. Вона пробувалася на безліч ролей у різноманітних п'єсах, але отримувала лише контракти на рекламу — від цигарок і пива до капелюхів і пилосмоків. І, нарешті, 1949 року Грейс удалося прорватися на Бродвей — вона зіграла в п'єсі Стріндберга «Батько».
З 1950 по 1952 рік Грейс часто з'являлася в різних телевізійних програмах. 1951 року її запросили на епізодичну роль у фільмі «14 годин». Наступного року акторка знялася у вестерні Фреда Циннеманна «Рівно опівдні», де її партнером був Гарі Купер. Робота принесла їй успіх. Згодом образ неприступної діви став її акторським амплуа. 1953 року Джон Форд запропонував їй зіграти в «Могамбо», де її партнерами стали Кларк Гейбл і Ава Гарднер. За цю роботу Грейс була номінована на премію Оскар як найкраща акторка другого плану, але тоді вона статуетку не отримала. 1954 року Грейс знялася в ролі подруги співака-п'яниці (Бінг Кросбі) у фільмі «Сільська дівчина», за яку здобула Оскар і премію нью-йоркських критиків за створений нею образ.

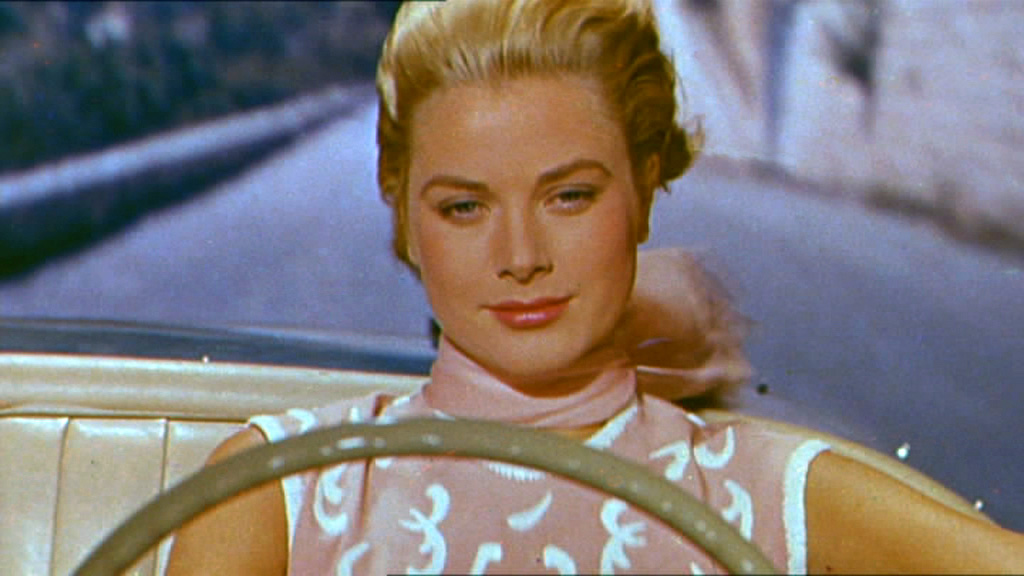
Грейс Келлі у стрічці «Спіймати злодія» (1955)

За Грейс Келлі закріпилася слава акторки авантюрних фільмів. Завдяки своєму розкішному золотому волоссю Келлі стала улюбленою акторкою Альфреда Гічкока. Першою картиною Гічкока для Келлі була стрічка «У випадку вбивства набирайте «М»» (1954). Акторка мала не лише ефектну зовнішність, але й високу акторську майстерність. Гічкок запросив її для участі у своїх наступних роботах — «Вікно у двір» (1954) і «Спіймати злодія» (1955). Він робив ставку на контраст між холодною красою та запальними емоціями героїнь акторки. Режисер порівнював Келлі з активним вулканом засипаним снігом.
Під час знімання фільму «Спіймати злодія», дія якого відбувається на французькій Рів'єрі, Грейс познайомилася з князем Монако Реньє III. Згодом вони зіграли весілля і 18 квітня 1956 року Грейс стала княгинею. На цьому її кінокар'єра закінчилася.

## Загибель
13 вересня 1982 року княгиня потрапила в автокатастрофу. У неї стався легкий інсульт, автомобіль зірвався з крутого повороту, перевернувся та впав у провалля. У машині також була її дочка Стефанія, якій удалось вижити. Княгиня Грейс була в безнадійному стані. 14 вересня сім'я вирішила від'єднати її від апарату життєзабезпечення.
Церемонія поховання відбулася 18 вересня 1982 року в Свято-Миколаївському соборі Монако. Після заупокійної меси, вона була похована в сімейному склепі Грімальді. На службі були присутні понад 400 гостей, у тому числі Перша Леді США Ненсі Рейган, Принцеса Діана і Кері Ґрант. Близько ста мільйонів глядачів зі всього світу переглядали її похорон.
Принц Реньє до кінця життя залишався вдівцем і був похований поруч з Грейс після своєї смерті 2005 року.

## Фільмографія
| Рік  |   | Українська назва              | Оригінальна назва      | Роль                |
| ---- | - | ----------------------------- | ---------------------- | ------------------- |
| 1951 | ф | Чотирнадцять годин            | Fourteen Hours         | Луїза Енн Фуллер    |
| 1952 | ф | Рівно опівдні                 | High Noon              | Емі Фаулер Кейн     |
| 1953 | ф | Могамбо                       | Mogambo                | Лінда Нордлі        |
| 1954 | ф | У разі вбивства набирайте «М» | Dial M for Murder      | Марго Вендіс        |
| 1954 | ф | Вікно у двір                  | Rear Window            | Ліза Керол Фремон   |
| 1954 | ф | Сільська дівчина              | The Country Girl       | Джорджі Елджін      |
| 1954 | ф | Зелений вогонь                | Green Fire             | Катерин Новленд     |
| 1954 | ф | Мости в Токо-Рі               | The Bridges at Toko-Ri | Ненсі Брубекер      |
| 1955 | ф | Спіймати злодія               | To Catch a Thief       | Френсіс Стівенс     |
| 1956 | ф | Лебідь                        | The Swan               | Принцеса Александра |
| 1956 | ф | Вище товариство               | High Society           | Трейсі Саманта Лорд |

## Нагороди та номінації
- Оскар:

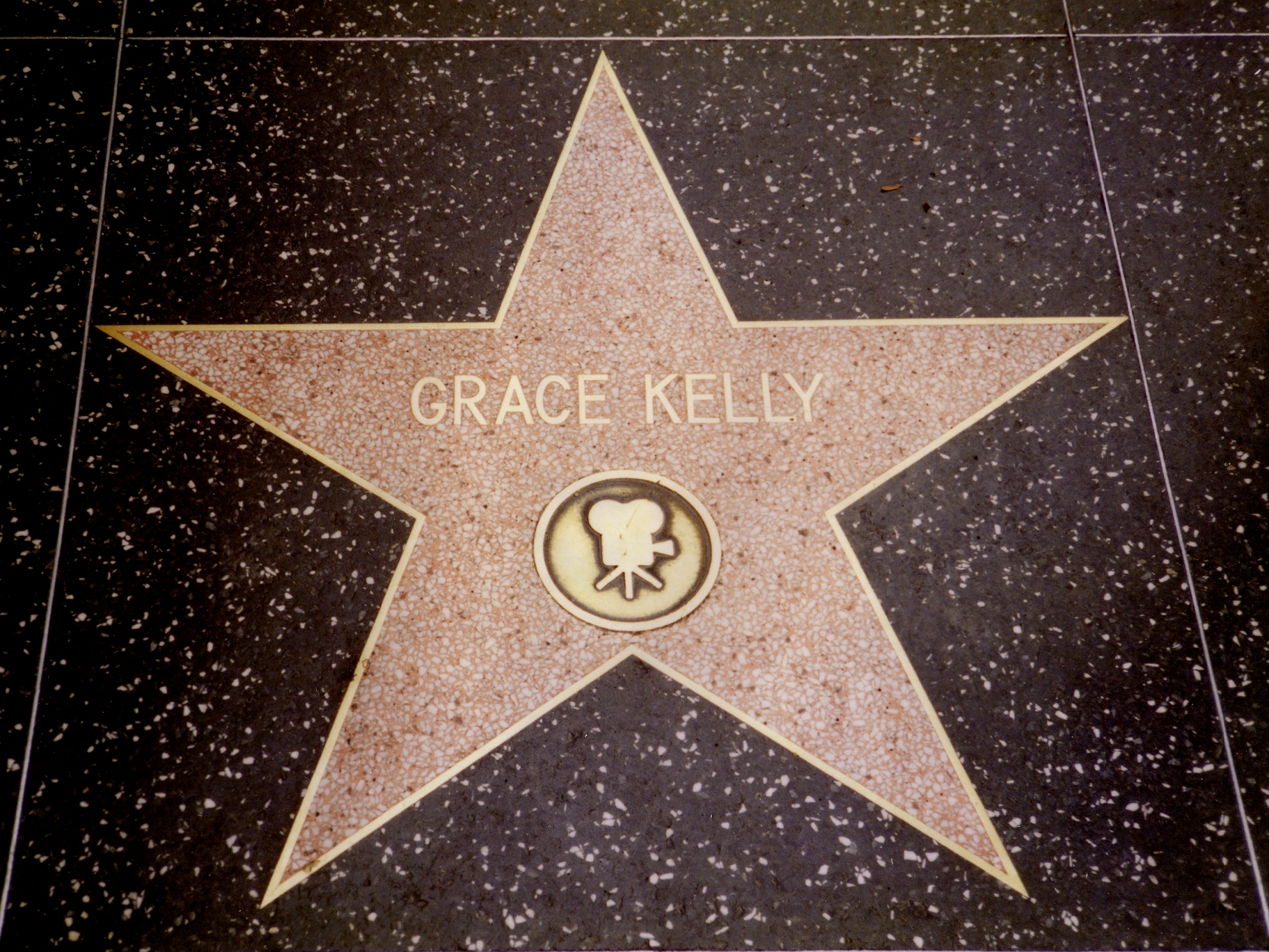
Зірка на Голлівудській алеї слави

- 1954: Найкраща жіноча роль другого плану (Могамбо) — Номінація
- 1955: Найкраща жіноча роль (Сільська дівчина)

- БАФТА:

- 1954: Найкраща жіноча роль (Сільська дівчина) — Номінація
- 1955: Найкраща жіноча роль (У разі вбивства набирайте «М») — Номінація

- Золотий глобус:

- 1953: Найкраща акторка другого плану в художньому фільмі (Могамбо)
- 1954: Найкраща жіноча роль — драма (Сільська дівчина)
- 1956: Премія Генрієтти

- 1954: Премія Національної асоціації кіно за найкращу жіночу роль (Сільська дівчина)
- 1960: Зірка на Голлівудській алеї слави
- 1999: 13 місце у списку 100 найвизначніших зірок американського кіно за 100 років за версією AFI.